# Accoona
Accoona est un moteur de recherche américano-chinois alliant une technologie de recherche (« SuperTargeted Search ») avec des systèmes d’intelligence artificielle pour optimiser la recherche de l’information en ligne.
L’outil permettait notamment d'indiquer quel est le mot clé le plus important dans une expression contenant plusieurs termes.
Fin 2004, Bill Clinton participe au lancement de cette start up lors d'une cérémonie de lancement ; de nombreux champions d'échecs étaient également présents.
Début octobre 2008, Accoona a eu des problèmes d'introduction en bourse depuis la rude concurrence avec Google. L'entreprise n'existe plus depuis fin 2008.